# Kirche im Johannesstift
Die evangelische Kirche im Johannesstift ist die Kirche des  Johannesstiftes Berlin in der Schönwalder Allee 26 im Berliner Ortsteil Hakenfelde (Bezirk Spandau). Sie liegt im Zentrum des Stiftsgeländes in herausgehobener Lage auf der Platanenallee, der Mittelachse des denkmalgeschützten Gebäudeensembles, das nach einem Entwurf des Architekten Otto Kuhlmann entstand.

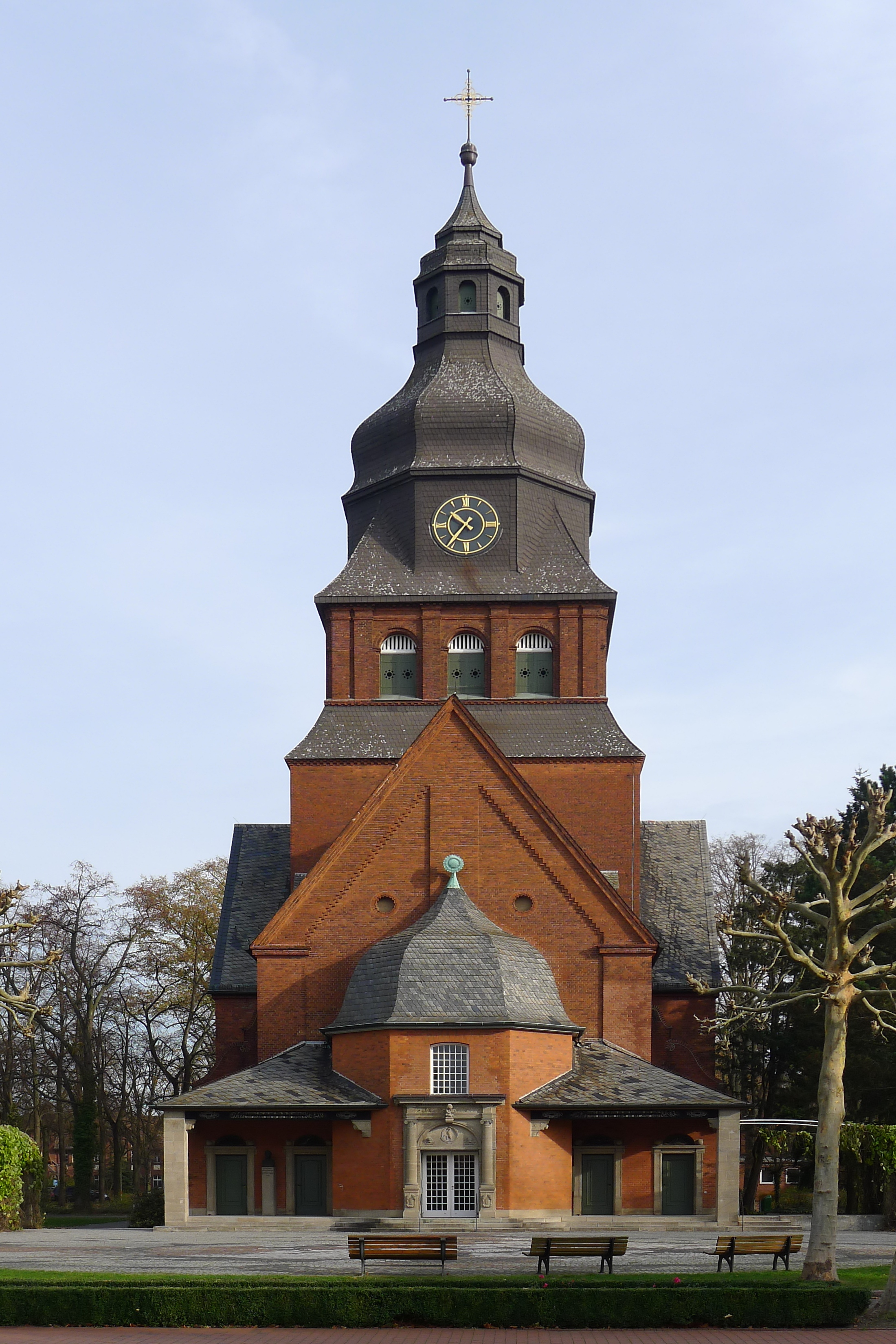
Kirche im Johannesstift

## Geschichte
Wegen der Errichtung des Westhafens in Moabit wurde das in der Nähe des Plötzensees liegende Evangelische Johannesstift in den Spandauer Forst verlegt. Den Entwurf Kuhlmanns führten die Architekten Hermann Solf und Franz Wichards aus. Die Wohngebäude wurden 1907–1910 errichtet, die Kirche 1914–1917. Ihr Inneres wurde zunächst durch Winfried Wendland 1936 umgebaut. Die eigentliche stilistische Bereinigung führte 1967–1968 Karl Wilhelm Ochs durch. Zuletzt wurde die Kirche im Jahr 2003 umfassend umgestaltet.

## Architektur

### Baubeschreibung
Der Architekturstil der Neorenaissance der Kirche symbolisiert den Ausklang der wilhelminischen Zeit. Dennoch klingt bei dem mit Klinkern verblendeten Mauerwerksbau bereits die Moderne an.
Der Grundriss der Kirche hat die Form eines gedrungenen lateinischen Kreuzes. Da das nicht gerade lange Langhaus zwei schmale niedrige Seitenschiffe hat, erscheint sie von außen als Kreuzbasilika mit mächtigem Vierungsturm. Innen tritt dieser Vierungsturm nicht in Erscheinung, und die Querhausarme bestehen jeweils aus zwei in Längsrichtung der Kirche angeordneten
Jochen, bilden also für den Kirchenraum kurze breite Seitenschiffe, deren Gewölbe in gleicher Höhe ansetzen wie die des Mittelschiffs. Damit ist die Stiftskirche auch eine Hallenkirche. Der eingezogene polygonale Chor hat niedrige Anbauten. Wegen der Kürze aller um die Vierung gruppierten Gebäudeteile hat die Stiftkirche außerdem etwas von einem Zentralbau.
Die Stichkappentonne über dem Mittelschiff ist netzgewölbeartig gestaltet, aber im Sinne eines Zellengewölbes ohne wirkliche Rippen. Beim Umbau in den 1960er Jahren wurden die Emporen an der Seite mit der Empore auf der Eingangsseite verbunden, auf der die Orgel steht. Die Fenster des Chors wurden bis zum Boden verlängert. Zu dieser Zeit wurden auch die Pergolen rechts und links des Portals angebracht. Karl Wilhelm Ochs ließ auch die dekorative Malerei und die historische Ausstattung entfernen.
Der Bau wird durch den 56 Meter hohen mächtigen, abgestuften Glockenturm über der Vierung dominiert. Sein oktogonaler, geschweifter und schiefergedeckter Helm trägt eine Laterne.

### Orgel

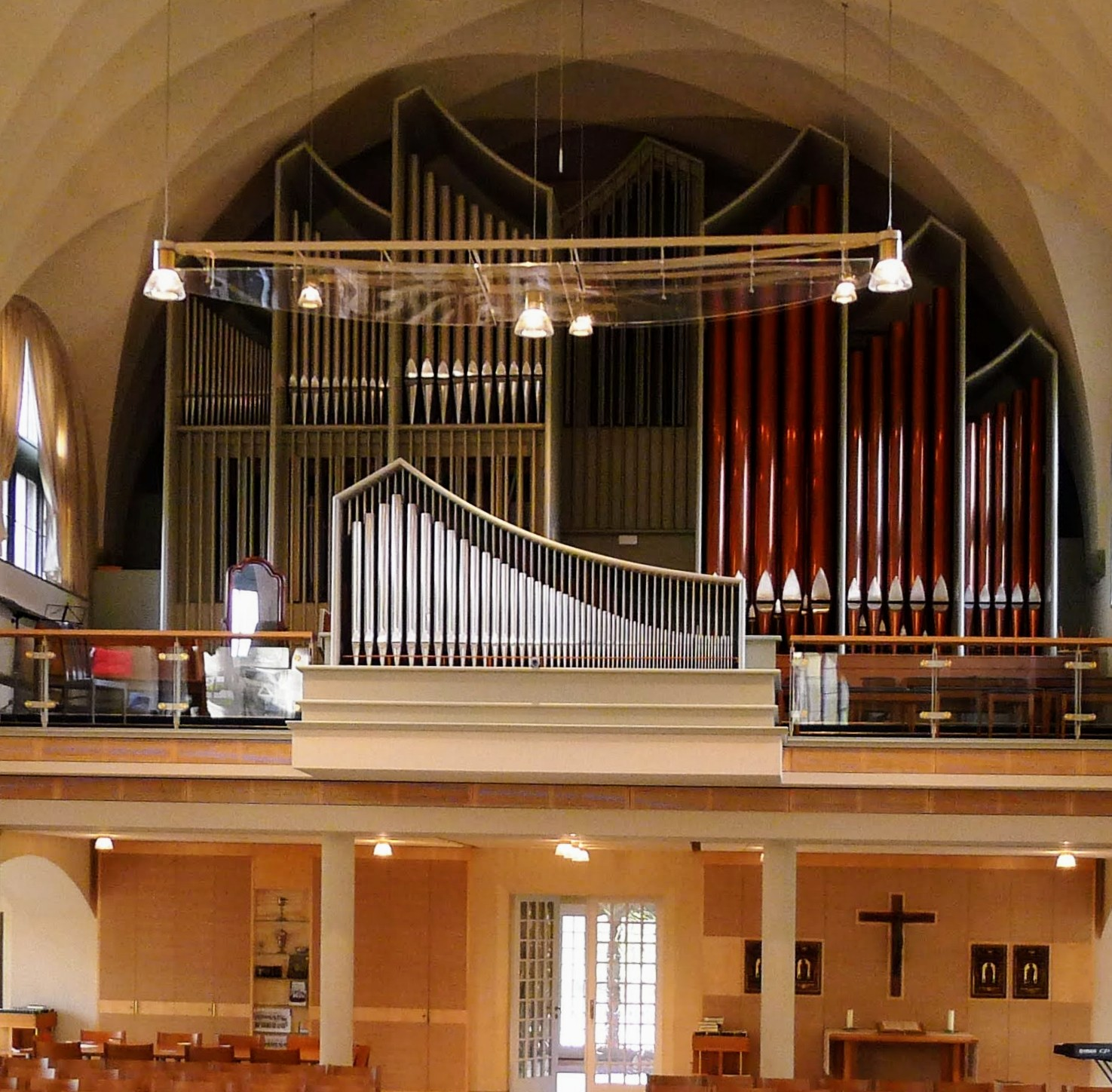
Die Orgel

Da sich von 1928 bis 1998 im Johannesstift die Berliner Kirchenmusikschule befand, erhielt die Kirche 1937/1938 eine Kemper-Orgel. Sie wurde 1968 ersetzt durch eine große Walcker-Orgel, die von der Firma Otto Hoffmann 2003 überholt und erweitert wurde. Mit 64 Registern auf vier Manualen und Pedal gehört sie zu den größten Orgeln Berlins. Die Disposition ist stark neobarock-experimentell geprägt und wurde von den Berliner Orgelwissenschaftlern Herbert Schulze und Karl Theodor Kühn entworfen. Sie lautet:
| II Hauptwerk C–a3 |      |
| Quintadena        | 16′  |
| Prinzipal         | 8′   |
| Oktave            | 4′   |
| Quinte            | 8⁄3′ |
| Oktave            | 2′   |
| Mixtur IV–VI      | 4⁄3′ |
| Scharf II–III     | 1⁄3′ |
| Gedackt           | 8′   |
| Rohrflöte         | 4′   |
| Schweizerpfeife   | 4′   |
| Trompete          | 8′   |

| I Rückpositiv C–a3 |           |
| Rohrgedackt        | 8′        |
| Prinzipal          | 4′        |
| Oktave             | 2′        |
| Oktave             | 1′        |
| Scharf IV          | 1′        |
| Sesquialtera II    | 4⁄3′+4⁄5′ |
| Holzflöte          | 8′        |
| Nachthorn          | 4′        |
| Sifflöte           | 4⁄3′      |
| Septime            | 8⁄7′      |
| Bärpfeife          | 8′        |
| Tremulant          |           |

| III Brustwerk C–a3 |           |
| Gedackt            | 8′        |
| Blockflöte         | 4′        |
| Prinzipal          | 2′        |
| Scharf III         | 1⁄2′      |
| Zimbel I           | 1⁄4′      |
| Quintadena         | 8′        |
| Waldflöte          | 2′        |
| Nasat              | 8⁄3′      |
| Terzian II         | 8⁄5′+8⁄6′ |
| None               | 8⁄9′      |
| Tredezime          | 8⁄13′     |
| Rankett            | 16′       |
| Krummhorn          | 8′        |
| Trichterregal      | 4′        |
| Tremulant          |           |

| IV Schwellwerk C–a3  |         |
| Lieblich Gedackt     | 16′     |
| Trichterflöte        | 8′      |
| Holzgedackt          | 4′      |
| Prinzipal            | 2′      |
| Scharf II            | 1⁄2′    |
| Terzglockenton       | 2′+1⁄2′ |
| Terzglockenton       | 2⁄5′    |
| Gemshorn (schwebend) | 8′      |
| Oboe                 | 8′      |
| Trompete             | 4′      |
| Tremulant            |         |

| Pedal C–g1       |             |
| Prinzipal        | 16′         |
| Oktave           | 8′          |
| Oktave           | 4′          |
| Rauschpfeife III | 4′          |
| Mixtur V         | 2′          |
| Zimbel III       | 1′          |
| Sesquialtera II  | 16⁄3′+16⁄5′ |
| Subbaß           | 16′         |
| Gedackt          | 8′          |
| Hohlflöte        | 4′          |
| Nachthorn        | 2′          |
| Posaune          | 16′         |
| Dulzian          | 16′         |
| Trompete         | 8′          |
| Kornett          | 4′          |

- Koppeln:: I/II, III/II, IV/II, III/I, IV/I, I/P, II/P, III/P, IV/P
- Bemerkungen: Schleiflade, mechanische Spieltraktur.
- Die unübliche Schreibweise der Aliquotregister (z. B. 8⁄3′statt 2 2⁄3′) soll andeuten, mit welchem Grundton diese in Beziehung stehen (hier: 8').

### Glocken
In der Glockenstube mit quadratischem Grundriss (Seitenlängen 2,4 m) hängt ein Geläut aus vier Bronzeglocken, wobei die kleine Glocke nur als Schlagglocke genutzt wird.
Bei der Einweihung der Kirche verfügte die Gemeinde über ein dreistimmiges Geläut aus Gussstahl-Glocken, die im Bochumer Verein gegossen worden waren. Eine Inventarliste der Gießerei enthält folgende Angaben: das Ensemble aus Glocken mit Klöppel, Lager, Achsen und Läutehebel kostete in der Herstellung 1551 Mark.
| Größe    | Schlagton | Masse (kg) | unterer Durchmesser (mm) | Höhe (mm) |
| -------- | --------- | ---------- | ------------------------ | --------- |
| größte   | a         | 520        | 1045                     | 935       |
| mittlere | h         | 298        | 0890                     | 800       |
| kleinste | d         | 202        | 0760                     | 690       |

Diese Glocken waren wohl der Diakoniegemeinde noch vor dem Ersten Weltkrieg nicht mehr brauchbar, so dass ein komplettes Geläut aus hochwertiger Glockenbronze in Auftrag gegeben und installiert wurde. Es nicht bekannt, ob Glocken als Metallspende des deutschen Volkes in den Kriegen abgefordert und später erneuert worden sind.
| Schlagton | Masse (kg) | Durchmesser (mm) | Höhe (mm) | Inschrift                                                                                 |
| --------- | ---------- | ---------------- | --------- | ----------------------------------------------------------------------------------------- |
| as′       | 540        | 970              | 800       | EHRET DEN KÖNIG. EVANGELISCHES JOHANNESSTIFT SPANDAU 1909. FRANZ SCHILLING, APOLDA, 3939. |
| b′        | 370        | 870              | 670       | AVE MARIA GRATIA PLENA DOMINUS TECVM 153X.                                                |
| des″      | 220        | 710              | 570       | AVE MARIA GRATIA PLENA DOMINUS TECVM 153X.                                                |
| d″        | 180        | 700              | 590       | GEGOSSEN VON H. HUMPERT. BRILON, A. D. 1930.                                              |